# 加世幸市
加世 幸市（かせ こういち、1951年5月9日 - 2015年2月27日）は、日本の俳優。東京都出身。希楽星に所属していた。

## 出演

### テレビドラマ
- 大河ドラマ（NHK）
  - 草燃える（1979年） - 僧 役
  - 獅子の時代 （1980年） - 薩摩藩士 役
  - 徳川家康（1993年）
  - 山河燃ゆ（1984年）
  - 春の波涛（1985年） - 警官 役
  - 武田信玄（1988年） - 武田の兵、若侍 役
  - 春日局（1989年）
  - 翔ぶが如く（1990年） - 船頭 役
  - 太平記（1991年） - 重臣 役
  - 信長 KING OF ZIPANGU（1992年） - 織田信康 役
  - 琉球の風（1993年1月-6月）
  - 八代将軍吉宗（1995年） - かわら版売り 役
  - 毛利元就（1997年） - 小川 役
  - 徳川慶喜（1998年） - 岡田備後守忠養 役
  - 葵 徳川三代（2000年） - 牧野康成 役
  - 北条時宗（2001年） - 宿屋光則 役
  - 義経（2005年） - 佐藤庄司元治 役
  - 天地人（2009年） - 幸兵衛 役
  - 龍馬伝（2010年）#14 - 医者 役
- スクール☆ウォーズ 第23話「下町のヒーロー」（1985年3月16日、TBS）
- 詩城の旅びと 第1・5話（1989年、NHK）
- 水曜ドラマ 花も実もある（1990年、NHK） - 警察官 役
- 七人の女弁護士 第1シリーズ 第1話「女子大生レイプ殺人の華麗な推理 有罪率99%の逆転法廷!」（1991年1月10日、テレビ朝日）
- 赤頭巾快刀乱麻（1991年、NHK） - 茶屋の客
- 腕におぼえあり第1シリーズ 第10話（1992年、NHK）
- 美味しんぼ（1994年1月7日、フジテレビ）
- 古畑任三郎 S1第5話（1994年5月11日、フジテレビ）
- 渡る世間は鬼ばかり年末スペシャル（1995年12月28日、TBS）
- 連続テレビ小説（NHK）
  - ひまわり（1996年）
  - さくら（2002年）
  - こころ（2003年）
  - ファイト（2005年）
  - どんど晴れ（2007年） - 中年男 役
- 新・半七捕物帳（1997年、NHK）
- ガラスの靴 a Cinderella Story（1997年、日本テレビ）
- 黄昏流星群（1997年、NHK）
- 心療内科医・涼子「買い物しすぎる女」（1997年、日本テレビ）
- ガラスの仮面2 第7話（1998年5月25日、テレビ朝日）
- 家族曲線（1998年、TBS）
- 別れたら好きな人（1999年、テレビ東京）
- ボーダー 犯罪心理捜査ファイル（1999年、日本テレビ）
- 月曜ドラマスペシャル婚前後遺症（1999年2月8日、TBS）
- リング〜最終章〜 第7回（1999年2月18日、フジテレビ）
- 春の惑星（1999年4月2日、TBS）
- あぶない放課後（1999年、テレビ朝日）
- 未来戦隊タイムレンジャー（2000年2月13日 - 2001年2月11日、テレビ朝日）
- 晴れ着ここ一番（2000年、NHK）
- 花村大介 第1話	（2000年7月4日、関西テレビ）
- 合い言葉は勇気（2000年、フジテレビ）
- 新宿暴走救急隊 第6話（2000年11月18日、日本テレビ）
- 君が教えてくれたこと（2000年、TBS）
- 女優・杏子（2001年、フジテレビ）
- ガッコの先生（2001年、TBS） -  教頭 役
- 眠れぬ夜を抱いて 第8話	（2002年5月30日、テレビ朝日）
- 天体観測（2002年、フジテレビ）
- 恋人はスナイパー2（2002年12月24日、テレビ朝日）
- 顔（2003年、フジテレビ）
- 転がしお銀（2003年、NHK） - 番頭 役
- 緋色の記憶（2003年、NHK）
- 女と愛とミステリー（テレビ東京）
  - 信濃のコロンボ事件ファイル「信濃の国殺人事件」（2003年2月5日）
  - 弁護士晴枝・法律の落とし穴（2004年10月31日） - 春枝の父 役
- 高原へいらっしゃい 第6話（2003年8月7日、TBS）
- 怪談新耳袋第2シリーズ 第25話「旅館」（2003年8月8日、BS-i）
- ダムド・ファイル file No.0012「病院 名東区」（2003年9月26日、名古屋テレビ）
- コスメの魔法（2004年、TBS）
- 金曜エンタテイメントサラリーマン刑事4（2004年3月5日、フジテレビ）
- 砂の器（2004年、TBS） - 署長 役
- 離婚弁護士 最終話（2004年6月24日、フジテレビ）
- 東京湾景〜Destiny of Love〜 第6話	（2004年8月9日、フジテレビ）
- 火曜サスペンス劇場温かな指輪（2004年10月5日、日本テレビ） - 上杉 役
- 温泉へ行こう5（2004年11月29日 - 2005年2月18日、TBS） - 男性客 役
- 美空ひばり誕生物語「おでことおでこがぶつかって」（2005年5月29日、TBS）
- 遥かなる約束（2006年11月25日、フジテレビ） - 処置医 役
- 企業の事業承継〜闘う後継者たち〜（2006年12月19日、BSジャパン）
- 土曜ワイド劇場（テレビ朝日）
  - 北多摩署・蟹沢刑事の特捜事件ファイル（2007年8月18日）
  - 越境捜査1（2008年9月11日）
- 死ぬかと思った「私がやりました」（2007年4月14日、日本テレビ）
- ドラマW（WOWOW）
  - MBO（マネジメント・バイアウト）〜経営権争奪・企業買収の行方〜（2007年） - 取締役 役
  - 震度0（2007年） - ガソリンスタンド店主 役
- 日曜劇場パパとムスメの7日間（2007年、TBS） - 製品管理部部長 役
- ハゲタカ（2007年、NHK） - 役員 役
- 月曜ゴールデン（TBS）
  - おふくろ先生のゆうばり診療日記（2008年2月25日）
  - 湯けむりバスツアー 桜庭さやかの事件簿2（2010年4月19日）
- 花衣夢衣（2008年、東海テレビ） - 医師 役
- 母恋ひの記（2008年12月13日、NHK） - 公卿 役
- 非婚同盟（2009年、東海テレビ） - 塚本 役
- スマイル（2009年、TBS） - 捜査本部長 役
- となりの芝生 第8話（2009年8月19日、TBS）
- 坂の上の雲 第2部・第七回（2010年12月12日、NHK） - 弟子 内藤鳴雪 役
- NHK正月時代劇「隠密秘帖」（2011年1月1日、NHK）
- 土曜ドラマスペシャル「神様の女房」 第2話（2011年10月8日、NHK） - 電気店社長 役
- ドラマ特別企画「悪女について」（2012年4月30日、TBS）
- ダブルス〜二人の刑事 第7話（2013年5月30日、テレビ朝日） - 佐伯憲一 役
- ドラマスペシャル「事件救命医2〜IMATの奇跡〜」（2014年6月15日、テレビ朝日） - 阿川良蔵 役

### 映画
- スパイ・ゾルゲ
- 薔薇ホテル